# المسجد المركزي (ديوسبري)
المسجد المركزي معروف كذلك بمركز ديوسبري أو دار العلوم (بيت المعرفة)،  مسجد في بلدة سافيل في ديوسبري، غرب يوركشاير، إنجلترا. يتسع المسجد لـ 4,000 مصلٍ (رجال فقط)، وهو واحد من أكبر المساجد في المملكة المتحدة ومن أكبر المساجد المبنية حسب الطلب في أوروبا. وهو أيضا المقر الأوروبي لحركة جماعة التبليغ، ومسكن لمعهد التعليم الإسلامي (جامعة تعليم الإسلام)، وهي مدرسة مستقلة لإيواء وتعليم الدين للأولاد بعمر 13 -19  وإحدى الكليات الإسلامية الرئيسية في المملكة المتحدة. يعمل المسجد كمركز لنشاط جماعة التبليغ في كافة أنحاء أوروبا.
شُرع في بناء المسجد عام 1978.
صنفت منظمة، 'المسلمون في بريطانيا'  المسجد كديوبندي.
مركز ديوسبري منحاز لحركة جماعة التبليغ ويوظف خدماته حول مبادئها الستة. الخدمات اليومية تشمل الصلوات، محادثات ومحاضرات عامة، وتنظيم مجموعات من عشرة أشخاص تقوم بسفرات لهداية الناس أو لتبليغ الدعوة. وهو مقر للاجتماع السنوي الإقليمي لجماعة التبليغ في أوروبا.